# Ntozake Shange
Ntozake Shange (Trenton, Nueva Jersey; 18 de octubre de 1948-Bowie, Maryland; 27 de octubre de 2018) fue una escritora, dramaturga y poetisa estadounidense. Se declaró «feminista negra», y sus obras tratan principalmente temas acerca de la raza y el feminismo.
Su obra más conocida es For colored girls who have considered suicide / When the rainbow is enuf, que ganó el premio Obie. También escribió Betsey Brown, una novela acerca de una muchacha afroestadounidense que se escapa de su hogar.
Shange vivió en Brooklyn (Nueva York) hasta su fallecimiento en 2018.

## Primeros años
Shange nació con el nombre de Paulette L. Williams en Trenton (Nueva Jersey) en una familia de clase media alta. Su padre, Paul T. Williams, era cirujano de la Fuerza Aérea, y su madre, Eloise Williams, era educadora y trabajadora social psiquiátrica. Cuando tenía ocho años, su familia se trasladó a la ciudad de San Luis (Misuri), donde todavía existía una fuerte segregación (que se ilegalizaría una década después). Como resultado de la decisión judicial Brown vs. Junta de Educación, Shange tenía que viajar a su escuela en un autobús para blancos, donde tuvo que soportar el apartheid y los ataques racistas.
La familia de Shange tenía un gran interés en las artes, y la animaron a desarrollar una educación artística. Entre los invitados a su casa se encontraban Dizzy Gillespie, Miles Davis, Chuck Berry y W. E. B. Du Bois.
Cuando Shange tenía trece años regresó a Nueva Jersey, donde se graduó en la secundaria Trenton Central High School. En 1966 se matriculó en la universidad Shange Barnard College. Se graduó cum laude en Estudios sobre Estados Unidos (American Studies). Después se mudó a Los Ángeles, donde obtuvo una maestría en el mismo campo en la Universidad del Sur de California. Sin embargo, los años universitarios de Shange no fueron agradables. Durante su primer año en la universidad se casó, pero el matrimonio no duró mucho tiempo. Deprimida por su separación y con un fuerte sentido de amargura y alienación, Shange intentó suicidarse.
En 1971, después de llegar a un acuerdo con su depresión y alienación, Shange se cambió el nombre. En idioma xhosa, Ntozake significa ‘la que tiene sus propias cosas’ (literalmente ‘las cosas que pertenecen a ella’) y shangue ‘la que camina [o que vive] con leones’ (y en idioma zulú significa ‘el orgullo del león’). [4]

## Carrera
En 1975, Shange se mudó de California a la ciudad de Nueva York, donde en ese año se produjo su primera y más conocida obra de teatro: For colored girls who have considered suicide / When the rainbow is enuf (‘Para las chicas «de color» que han considerado suicidarse / Cuando el arco iris es suficiente’). Producido primero en los teatros fuera de Broadway, la obra pronto se trasladó al teatro Booth (en Broadway) y ganó varios premios, incluyendo el premio Obie, el Outer Critics Circle y el premio Audelco. Esta obra era un poema en 20 partes que presentaba una crónica de la vida de las mujeres de raza negra en Estados Unidos. Finalmente el poema se convirtió en una obra de teatro, en 1977 se publicó en forma de libro, y en 2010 fue llevado al cine (For Colored Girls, dirigida por Tyler Perry). Desde entonces, Shange escribió otras obras de éxito, incluyendo una adaptación (1980) de Madre Coraje, de Bertolt Brecht, que ganó un Premio Obie.
En 2003, Shange escribió y supervisó la producción de lavender lizards and lilac landmines: Layla’s dream (‘lagartos color lavanda y minas terrestres color lila: el sueño de Layla’) mientras trabajaba como artista invitada en la Universidad de Florida (en Gainesville).
Sus poemas individuales, ensayos y cuentos han aparecido en numerosas revistas y antologías, entre ellas The Black Scholar, Yardbird, Ms., Essence Magazine, The Chicago Tribune, VIBE, y Third-World Women.

## Premios
- 1973: NDEA fellow
- Obie Award
- Outer Critics Circle Award
- Audience Development Committee (Audelco) Award
- Mademoiselle Award
- 1978: Frank Silvera Writers' Workshop Award
- 1981: Los Angeles Times Book Prize for Poetry (por Three pieces).
- 1981: beca Guggenheim fellowship
- 1981: Medal of Excellence, Columbia University
- 1981: Obie Award, for Mother Courage and Her Children
- Nori Eboraci Award
- 1988: Barnard College
- 1992: Lila Wallace-Reader's Digest Fund (premio anual a escritores).
- 199: Paul Robeson Achievement Award
- Arts and Cultural Achievement Award
- 199: National Coalition of 100 Black Women (capítulo Pensilvania).
- 1992, 1993, 1994: Taos World Poetry Heavyweight Champion
- 1993: Living Legend Award, National Black Theatre Festival
- Claim Your Life Award
- 1993: WDAS-AM/FM
- Monarch Merit Award
- National Council for Culture and Art
- Pushcart Prize[5]

### Nominaciones
- Premios Tony
- premios Grammy
- premios Emmy (en 1977, por For colored girls who have considered suicide / When the rainbow is enuf).

## Obras

### Obras de teatro
- 1975: For colored girls who have considered suicide / When the rainbow is enuf, nominada a los premios Tony, Grammy y Emmy.
- 1977: A photograph: lovers-in-motion. Producida off-Broadway en el Public Theatre.
- 1977: Where the Mississippi meets the Amazon.
- 1977: A photograph: a study of cruelty.
- 1979: Boogie woogie landscapes. Producida por primera vez en el taller Frank Silvera's Writers' Workshop, en Nueva York, después en el Symphony Space Theatre (en Broadway).
- 1979: Spell #7. Producida off-Broadway en el teatro Joseph Papp's New York Shakespeare Festival Public Theatre.
- 1979: Black and white: two dimensional planes.
- 1980: Mother Courage and her children. Producida off-Broadway en el Public Theatre. Ganadora del Obie Award 1981.
- 1980: Mother of courage and her children.
- 1982: Three for a full moon.
- 1982: Bocas. Producida por primera vez en el Mark Taper Forum, en Los Ángeles.
- 1983: From okra to greens/A different kinda love story.
- 1987: Three views of Mt. Fuji. Producida por primera vez en el Lorraine Hansberry Theatre (en San Francisco); producida por primera vez en New Dramatists (en Nueva York).
- 1989: Daddy says.
- 1994: Whitewash.

### Poesía
- 1976: Melissa & Smith.
- 1977: Natural disasters and other festive occasions.
- 1977: A photograph: lovers in motion: a drama (S. French).
- 1978: Nappy edges.
- 1981: Some men.
- 1983: A daughter's geography.
- 1984: From okra to greens.
- 1987: Ridin' the moon in Texas: word paintings (St. Martin's Press).
- 1987: The love space demands (a continuing saga) (St. Martin's Press).
- 1992: Three pieces (St. Martin's Press).
- 1993: People of Watts (publicado en noviembre de 1993 en la revista VIBE Magazine).
- 1994: I live in music.
- 2004: The sweet breath of life: a poetic narrative of the african-american family (Atria Books). Fotografías de Kamoinge.
- Enuf
- With no immediate cause
- You are sucha fool
- Blood rhyhms
- Poet hero

### Novelas
- 1976: For colored girls who have considered suicide / When the rainbow is enuf (Shameless Hussy Press).
- 1982: Sassafrass, cypress & indigo.
- 1985: Betsey Brown (St. Martin's Press).
- 1986: The black book (con el fotógrafo Robert Mapplethorpe).
- 1995: Liliane.
- 2010: Some sing, some cry (con Ifa Bayeza).

### Literatura infantil
- 1997: Whitewash.
- 2002: Float like a butterfly: Muhammad Ali, the man who could float like a butterfly and sting like a bee.
- 2003: Daddy says.
- 2003: Ellington was not a street.
- 2009: Coretta Scott.

### Ensayos
- 1984: See no evil: prefaces, essays & accounts, 1976-1983.
- 1998: If I can cook you know God can.